# Lenovo IdeaPad S100
IdeaPad S100 – netbook zaprojektowany przez Lenovo. Jest to model z serii IdeaPad. Komputery były wprowadzone na rynek w 2011 roku i obecnie są w kolorze czarnym, czerwonym i niebieskim.

## Opis
Wyposażony jest w procesor N435 Intel Atom 1,33 GHz, wspiera Wi-Fi 802.11 b/g/n, posiada trzy porty USB 2.0, czytnik kart 4 w 1, wyjścia VGA i HDMI, słuchawkowe oraz port ethernet. S100 jest jednym z pierwszych netbookow IdeaPad Lenovo działających pod kontrolą systemu operacyjnego MeeGo.

### Obecna konfiguracja
10,1" wyświetlacz 1024 × 600, zintegrowana karta graficzna Intel GMA 3150, 1 GB DDR3 SDRAM i dysk twardy 160GB.